# Ансен (Нідерланди)
Ансен (нід. Ansen) — село в нідерландській провінції Дренте. Входить до муніципалітету Де-Волден.
Його площа становить 8,87 км², а населення станом на 2021 рік складало 350 осіб.

## Галерея

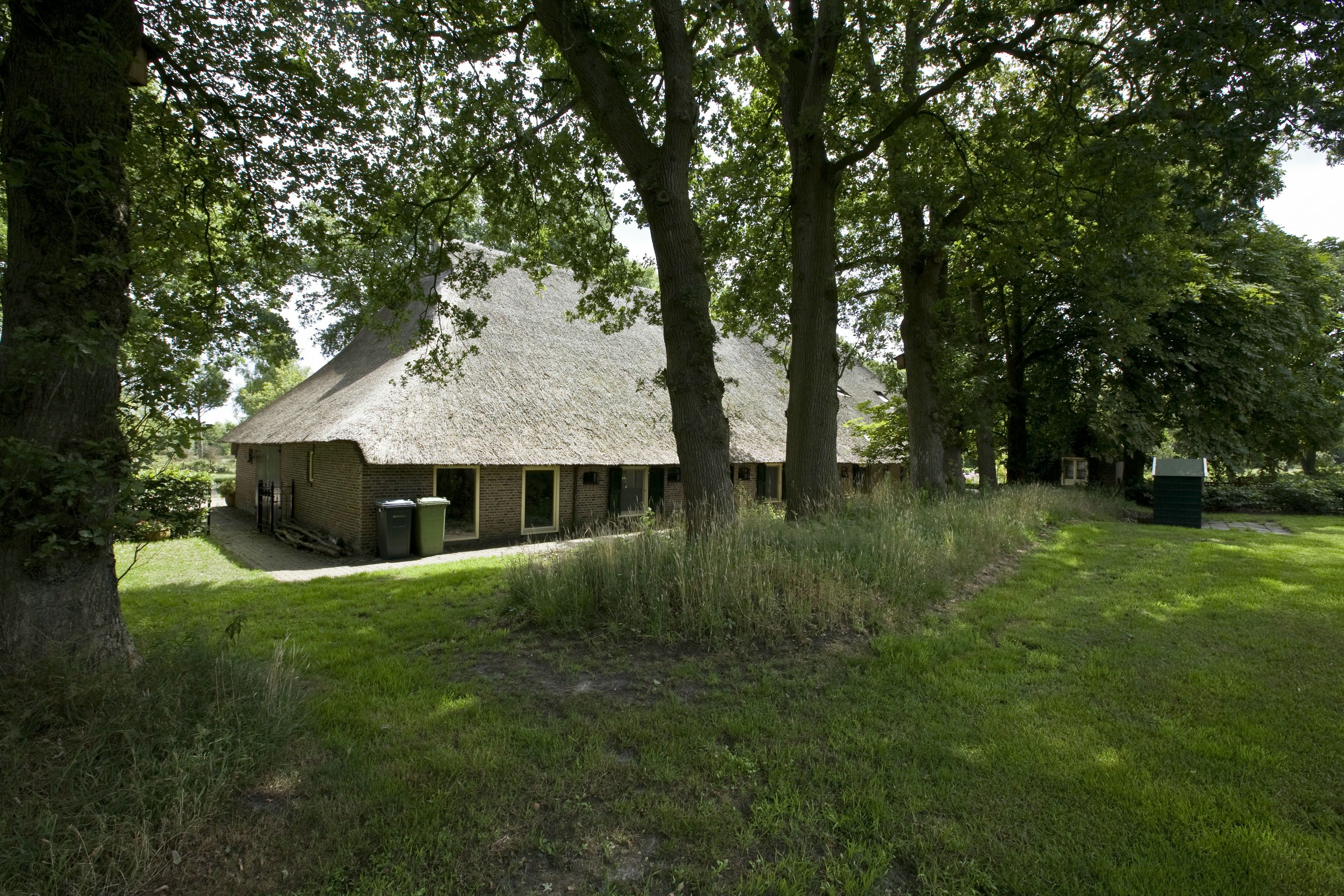
Ферма в Ансені
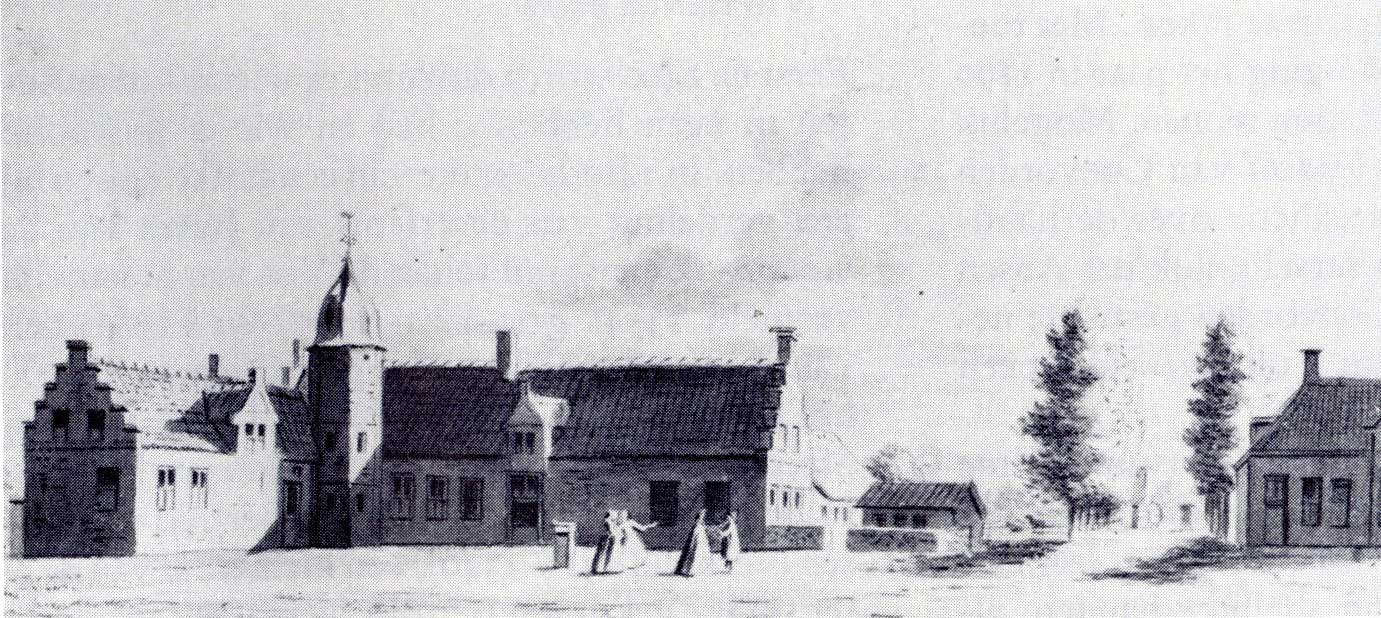
Малюнок маєтку Ансен (1732)